# Bernardin Gantin
Bernardin Gantin, né le 8 mai 1922 à Toffo dans la colonie du Dahomey (actuel Bénin), et mort le 13 mai 2008 à Paris,, est un cardinal béninois, ayant exercé de nombreuses fonctions au sein de la curie romaine.

## Biographie
Fils d'un employé du chemin de fer, il adoptera plus tard sur ses armes cardinalices un “arbre de fer” (de son nom : GAN, fer et TIN, arbre).

### Formation
Il entre au séminaire Saint-Gall de Ouidah en 1936 et est ordonné prêtre le 14 juillet 1951 par Louis Parisot. Il reste alors au séminaire comme professeur de langue, puis complète sa formation au collège Saint-Pierre à Rome en 1953. Il suit les cours de l'Université pontificale urbanienne puis de l'Université pontificale du Latran. Il sort diplômé de théologie et de droit canon.

### Action sur le terrain
Nommé le 11 décembre 1956 évêque auxiliaire de Cotonou avec le titre d'évêque in partibus de Tipasa-en-Maurétanie (de), il est consacré le 3 février 1957 par le cardinal Tisserant avec comme co-consécrateurs Pietro Sigismondi (it) et André-Pierre Duirat (de), et revient au Dahomey.
Puis, le 5 janvier 1960, succédant à Parisot, il est nommé archevêque de Cotonou, charge qu'il assume jusqu'en 1971. Il est ainsi le premier archevêque métropolitain africain.
Il crée diverses congrégations locales de sœurs et de moniales, favorise plusieurs centres de formation religieuse et promeut l'Action catholique localement. Il est particulièrement actif dans l'ouverture de l'Église à d'autres croyants dans la région, permettant la création de nombreux diocèses au Dahomey.
Président de la Conférence épiscopale régionale de l'Afrique de l'Ouest (réunissant Togo, Dahomey, Côte d'Ivoire, Haute-Volta, Sénégal, Nigéria et Guinée), il est appelé à Rome par le pape Paul VI à la « Congrégation de la propagande de la foi » (aujourd'hui appelée Congrégation pour l'évangélisation des peuples) en 1971, abandonnant ainsi sa fonction d'archevêque de Cotonou. Adimou lui succède en continuant son œuvre localement.

### Devise épiscopale
« In tuo sancto servitio » (« À ton saint service »)

### Action universelle auprès du Pape à Rome
Il est créé cardinal par le pape Paul VI, en même temps que Joseph Ratzinger, le futur pape Benoît XVI, lors du consistoire du 27 juin 1977.
En 1978, à la mort du pape Jean-Paul Ier, il est considéré comme un des papables, c'est-à-dire favoris pour succéder au pape défunt lors du conclave.
Du 16 au 23 juillet 1981, il préside le 42e Congrès eucharistique international de Lourdes en tant que légat apostolique dépêché par Jean-Paul II, convalescent à la suite de l'attentat du 13 mai précédent.
Il est nommé le 8 avril 1984 par le pape Jean-Paul II président de la Commission pontificale pour l'Amérique latine et préfet de la Congrégation des évêques.
Il est ainsi le premier cardinal africain placé à la tête d'un dicastère.
Le 1er juillet 1988, c'est à ce titre que le cardinal Gantin décrète par le décret Dominus Marcellus Lefebvre que le chef de la Fraternité sacerdotale Saint-Pie-X hostile au concile Vatican II, Marcel Lefebvre, avait « posé un acte schismatique ». À l'appui de sa déclaration, il cite les canons 1364-1 et 1382 du Code de droit canonique (1983) :

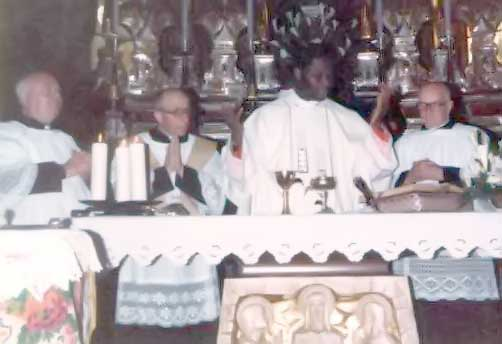
Le cardinal Gantin célébrant la messe à San Fiorano (Lodi), Italie, en 1984.

« L'apostat de la foi, l'hérétique ou le schismatique encourent une excommunication latæ sententiæ. »
« L'Évêque qui, sans mandat pontifical, consacre quelqu'un Évêque, et de même celui qui reçoit la consécration de cet Évêque encourent l'excommunication latæ sententiæ réservée au Siège Apostolique. »
Il déclare donc excommuniés Marcel Lefebvre, Antônio de Castro Mayer, évêque cocélébrant, et les quatre nouveaux évêques dont Richard Williamson, Bernard Fellay, Bernard Tissier de Mallerais, et Alfonso de Galarreta. Le lendemain, par le motu proprio Ecclesia Dei, Jean-Paul II rappelle aux fidèles que ceux qui « adhèrent formellement » au schisme encourent l'excommunication eux aussi.
Le 5 juin 1993, le cardinal Gantin devient doyen du Collège des cardinaux. Il démissionne le 30 novembre 2002.
Atteint par la limite d'âge, il ne peut participer au conclave de 2005.
Il meurt le 13 mai 2008 dans le 15e arrondissement de Paris, quelques jours après avoir fêté ses 86 ans. Il est inhumé dans la chapelle du séminaire Saint-Gall de Ouidah où il avait été formé à la prêtrise par les prêtres sulpiciens. Le pape Benoît XVI se rend sur sa tombe le 19 novembre 2011 lors de son voyage apostolique au Bénin.
En son honneur, l'aéroport international de Cotonou a été baptisé le 22 mai 2008 aéroport international Cardinal Bernardin Gantin.

## Succession apostolique
Bernardin Gantin a ordonné les évêques suivants :
- Évêque Lucien Monsi-Agboka (1963)
- Évêque Léon Chambon (de), O.F.M.Cap. (1964)
- Archevêque Christophe Adimou (1968)
- Évêque Robert Sastre (1972)
- Évêque Sergio Adolfo Govi (de), O.F.M.Cap. (1975)
- Archevêque Nestor Assogba (1976)
- Archevêque Isidore de Souza (1981)
- Archevêque Felice Cece (it) (1984)
- Archevêque Romeo Panciroli (it), M.C.C.I. (1984)
- Cardinal Edward Michael Egan (1985)
- Évêque Antonio Santucci (it) (1985)
- Évêque Giuseppe Di Falco (it) (1985)
- Archevêque Joseph-Marie Sardou, T.D. (1985)
- Évêque Francesco Zerrillo (it) (1986)
- Évêque Mario Cecchini (it) (1986)
- Archevêque Vincenzo D'Addario (it) (1986)
- Archevêque Louis Kébreau, S.D.B. (1987)
- Évêque Joseph Lafontant (1987)
- Archevêque Rocco Talucci (it) (1988)
- Archevêque Andrea Mugione (it) (1988)
- Évêque Antonio Forte (it), O.F.M. (1988)
- Archevêque Simon Ntamwana (1989)
- Évêque Pietro Bottaccioli (it) (1989)
- Évêque Alfredo Magarotto (it) (1990)
- Cardinal Angelo Comastri (1990)
- Archevêque Pier Luigi Mazzoni (it) (1991)
- Cardinal Angelo Scola (1991)
- Évêque Vittorio Tomassetti (it) (1992)
- Évêque Paul Vollmar (de), S.M. (1993)
- Évêque Pierre Henrici, S.I. (1993)
- Évêque Silvio Padoin (it) (1993)
- Archevêque Marcel Honorat Léon Agboton (1995)
- Archevêque Antoine Ganyé (1995)
- Évêque Paul Kouassivi Vieira (1995)
- Évêque Paul Jean-Marie Dossavi (de) (1996)
- Archevêque Pascal N'Koué (1997)
- Archevêque Fidèle Agbatchi (2000)
- Évêque Martin Adjou Moumouni (2000)
- Évêque Clet Feliho (2000)
- Évêque Victor Agbanou (2000)
- Évêque Eugène Cyrille Houndékon (2008)

## Décorations et distinctions
- Membre de l'Académie du royaume du Maroc[8].
- Commandeur de l'ordre national du Dahomey[9].
- Grand officier de l'ordre national du Dahomey[9].
- Grand-croix de l'ordre national du Bénin[10],[11].

### Liens externes

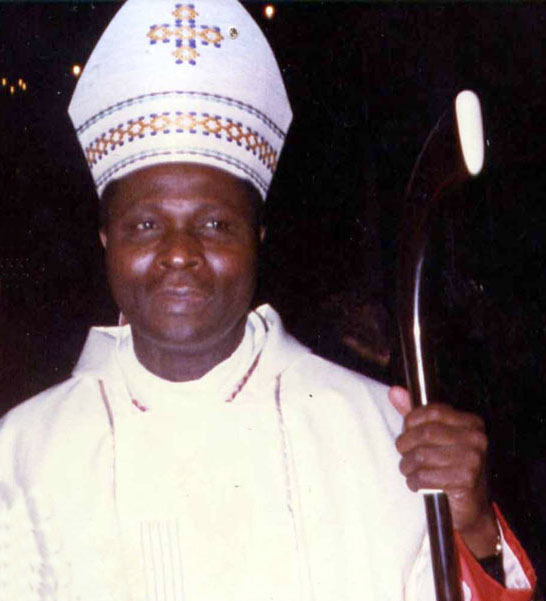
Une photo de Bernardin Gantin.